# The Kids Aren't Alright
The Kids Aren't Alright è un singolo della band punk The Offspring. È stato pubblicato sul loro quinto album, Americana.
Il titolo è un'allusione al singolo The Kids Are Alright degli Who.
La canzone è presente nella colonna sonora del film The Faculty.
Ha raggiunto la posizione numero 6 nella classifica Billboard Modern Rock Tracks.

## Descrizione
La canzone, scritta da Dexter Holland, fa riferimento ad una sua visita al quartiere in cui abitava presso Garden Grove (contea di Orange, California).
Ha visto alcuni suoi amici d'infanzia che sono rimasti colpiti da eventi spiacevoli come l'incontro con la droga o come siano rimasti vittime di esaurimenti nervosi e spiega in dettaglio come questo gruppo di amici d'infanzia si sia rovinato.
I quattro ragazzi — Jamie, Mark, Jay e Brandon — avevano tutti ottime potenzialità per vivere delle vite straordinarie ma ognuno di loro getta via la propria vita in un modo diverso.
Jamie rimane incinta e deve abbandonare la scuola superiore per crescere il bambino, Mark rimane per tutta la vita a casa dei suoi genitori suonando la chitarra e fumando marijuana, Jay si suicida e Brandon muore per overdose.

## Video musicale
Il video musicale mostra una stanza abbandonata con al centro delle persone che fanno attività stereotipate.
Contrariamente a quanto si pensa, le inquadrature sono state fatte con normali tecniche rotoscopiche, non al computer.

## Altre versioni
- Nel singolo She's Got Issues è presente una versione remix e una versione strumentale di questa canzone eseguita dai The Wiseguys[15].
- Una versione live registrata agli studi della BBC Radio 1 è presente nel singolo (Can't Get My) Head Around You[16].

## Tracce[17]

### 1^ Versione
1. The Kids Aren't Alright
2. Pretty Fly (for a White Guy) (Live)
3. Walla Walla (Live)

### 2^ Versione
1. The Kids Aren't Alright
2. Pretty Fly (for a White Guy) (Live)
3. Walla Walla (Live)
4. Pretty Fly (for a White Guy) (Video)

### 3^ Versione
1. The Kids Aren't Alright
2. Pretty Fly (for a White Guy) (Live)
3. Why Don't You Get a Job? (Video)
4. Walla Walla (Live)

### 4^ Versione[1]
1. The Kids Aren't Alright - 3:00

## Formazione
- Bryan "Dexter" Holland - voce e chitarra
- Noodles - chitarra e cori
- Chris "X-13" Higgins - chitarra
- Greg K - basso e cori
- Ron Welty - batteria

## Classifiche
| Classifica (1999)             | Posizione massima |
| ----------------------------- | ----------------- |
| Belgio (Fiandre)              | 43                |
| Francia                       | 32                |
| Germania                      | 45                |
| Nuova Zelanda                 | 39                |
| Paesi Bassi                   | 29                |
| Regno Unito                   | 11                |
| Stati Uniti (alternative)     | 6                 |
| Stati Uniti (mainstream rock) | 11                |
| Svezia                        | 16                |

## The Kids Aren't Alrightnella cultura di massa
- È presente come canzone scaricabile nel videogioco Rock Band 2[21].

## Copertine
Il singolo ha tre copertine. La prima mostra uno spaventapasseri che cade verso dei tentacoli.
La seconda e la terza mostrano un ragazzino raccogliere una pistola con del sangue vicino, ma una delle due è maggiormente luminosa.